# Фролов, Иван Степанович
Иван Степанович Фролов (21 февраля 1933 – 25 февраля 1993) – советский и российский скульптор-монументалист. Член союза художников СССР с 1974 года. Ученик Г. А. Шульца.

## Биография
И.С. Фролов родился 21 февраля 1933 года в с. Соболевка Свищевского района Пензенской области.
В 1959 – 1964 гг. учился в Пензенском художественном училище им. К. Савицкого.
В 1964 – 1969 гг. учился у Г.А. Шульца на скульптурном отделении в Московском Высшем Художественно-промышленном училище (б. Строгановское).
С 1969 года начал участвовать в выставках.
Создал много памятников, надгробий, ряд портретов.
С 1974 года член Союза Художников СССР.
Работы находятся в частных коллекциях.
Умер 25 февраля 1993 года.
Похоронен в г. Фрязино Московской области.

## Творческий путь
Его творчество – яркая индивидуальная страница для наших современников.
В 1970-е годы И.С. Фролов создавал станковые и монументальные произведения.
Военная тема стала одной из основных в его творчестве.
Иван Степанович работал в жанре портрета, создавал как круглую скульптуру (монументальную, станковую, мемориальную), так и рельеф, создал ряд работ медальерного искусства. Произведения он выполнял в различных материалах: бронза, железобетон, алюминий, дерево, камень, шамот. Применял такие техники, как ковка, литьё, гальванопластика и резьба. Для его творчества характерно обращение к искусству реализма.
Способность к рисованию он проявлял с самого детства. Будучи на службе в армии (1952 – 1956 гг.) получил военную профессию «лепщик», поскольку выполнял всю художественную работу, в том числе он написал портрет министра обороны Н.А. Булганина.
В 1956 году, после переезда с семьёй на о. Сахалин, он стал лауреатом I Сахалинского фестиваля молодёжи.
Любовь к живописи, внимательность и интерес, вызванные пластикой человеческого тела, повлияли на его стремление овладеть скульптурным мастерством. В 1959 году, после возвращения с о. Сахалин он поступает на отделение скульптуры в Пензенское художественное училище им. Савицкого, которое оканчивает в 1964 году. За дипломную работу – скульптуру «Материнство» он был удостоен наивысшей оценки. Для повышения мастерства продолжил обучение у Г.А. Шульца в Высшем художественно-промышленном училище (б. Строгановское) в Москве. Окончил его в 1969 году дипломной работой – «Декоративная скульптура для входа в парк «Винновская роща» в г. Ульяновск».
По-настоящему творческая работа начинается для него в Риге. Именно там были все условия для скульпторов и художников. Созданные во время двухмесячных командировок медали экспонировались на выставках в России (Москва), Польше, Чехословакии, Франции и ГДР. Затем он работал на Художественном комбинате московского областного союза художников, принимал активное участие в выставках и откликался на социально-значимые события.
Военная тематика красной нитью проходит через всё творчество скульптора. Его отец – Степан Назарович Фролов – фронтовик, прошедший тысячи километров войны, познавший ярость боёв и тяжесть атак, а также штрафных рот. В одну из таких рот он был отправлен из-за двухдневной задержки из отпуска. Во время войны он был ранен, но всё-таки дожил до радостного часа победы.
Переехав в г. Фрязино, скульптор создаёт для города ряд памятников. Одной из первых его работ стал мемориальный барельеф павшим в годы войны при защите Родины сотрудникам предприятия «Радиолампа». Эта тема продолжена в монументальном, стремительно возносящемся вверх памятнике «Погибшим воинам НИИ "Исток"», установленном на территории завода «Исток», а также «Памятник фрязинцам, погибшим на полях сражений Великой Отечественной войны 1941—1945 гг.» на площади Победы. Бюст Героя Советского Союза Александра Григорьевича Дудкина установлен в цехе №3 завода «Исток», на ул. Аллея Героев, в школе №3 и в школе п. Свердловский, где тот учился.
В 1974 году скульптор был принят в Союз Художников СССР.
Иван Степанович проявлял интерес и к современности страны и к её истории. В 1971 году он подготовил медаль "В честь первого полёта человека в космос. Ю. Гагарин". В 1976 году к торжественному открытию «Олимпиады – 1976» им была отлита скульптура «Лучники». К следующей Олимпиаде 1980 года он выполнил медаль «Олимпийские игры». Особенно интересна медаль «А.С. Пушкин», в которой автору удалось найти оригинальное художественное решение образа.
Он стремился создавать произведения, реалистически и поэтично раскрывающие жизнь человека. Обобщая свои наблюдения, используя богатый материал накопленных знаний и мастерства, он, глубже чувствуя и осознавая новое и самое важное в современной жизни и человеке, создавал по-настоящему сильные в художественном и моральном отношении работы.
Скульптор работал над произведениями широкого диапазона, решал различные творческие задачи – от разработки тем большого гражданского звучания до лирических, камерных скульптурных композиций. Разнообразие тенденций в его творчестве свидетельствует о поиске путей в искусстве, о серьёзном подходе к освоению художественной действительности. Его произведения отмечены своеобразием индивидуальности и профессионализмом.

## Основные работы

### Скульптурные работы, представленные на выставку, посвященную 25-летию г. Фрязино
1. "Космос" (медь, 60*80)
2. "Победная шайба" (бронза, литье, 30*30)
3. "Польская бегунья Ирена Шевинская" (бронза, 30*30)
4. "Пловчиха" (30*30)
5. "В Лаборатории"(30*30)
6. "Портрет геолога" (60*30)
7. "Портрет брата" (60*30)
8. "Возвращение к земле" (80*80)
9. "Непокоренная" (40*40)
10. "Идущий человек" (бронза, 30*30)
11. "1905 год" (бронза, 30*30)
12. "Раненый воин" (30*40)
13. "Голова воина" (бронза, 30*30)
14. "После смены" (30*30)
15. "Портрет художника Дьяконова" (шамот, 30*30)
16. "Первые шаги по луне" (медь, литье, 30*30)

### Основные работы медальерного искусства, скульптурные портреты, известные памятники
- 1964 - "Материнство" (тонированный гипс) - дипломная работа
- 1967 – Памятник "Павшим воинам", выполнен совместно с Черкасовым В.Д, Торопыгиным А.И. (Станция «Сходня» МО, чугун)
- 1969 – Памятник "Воину-победителю", выполнен совместно с Торопыгиным А.И. (Станция «Мамонтовская» МО)
- 1969 - "Декоративная скульптура для входа в парк Винновская роща" в г. Ульяновск
- 1969 - "1905 год" (бронза,литье, 30*30)
- 1969 - Медаль "Победа 1945 года" (бронза,гальванопластика, 185*178)
- 1969 - Скульптура "Материнство" (гипс тон., 35*16*17)
- 1970 - "В.И. Ленин - оратор" (медь, гальванопластика, 238*166)
- 1970 - "В.И. Ленин в Шушенском" (бронза, литье)
- 1971 - Барельеф "Павшим работникам "Радиолампы"
- 1971 - "Отдыхающий рабочий" (алюминий, 25*12*20)
- 1971 - Рельеф "Вратарь" (гипс тон., 27*20)
- 1971 - Медаль "В честь первого полёта человека в космос. Ю. Гагарин" (Бронза, литье)
- 1971 - Медаль "Победа"
- 1971 - Плакетка "Материнство"
- 1972 - "Ожидание" (алюминий, литье)
- 1972 - Медаль "Спортивная победа страны советов"
- 1972 - Плакетка "Зоя"
- 1972-73 - "Памяти замученных в фашистских лагерях" (бронза, литье)
- 1973 - "В честь покорения космического океана" (бронза, литье)
- 1973 - Скульптура "В честь первого полёта человека в космос. Ю. Гагарин"
- 1973 - Бюст Героя Советского Союза А.Дудкина
- 1974 - "За охрану окружающей среды" (бронза, литье, 80*90)
- 1974 - "Рыбаки Каспия" (камень, 100*130)
- 1974 - "Материнство" (бронза)
- 1975 – Мемориальная доска «Герой Советского Союза А.Г. Дудкин» (г.Фрязино, МО)
- 1976 - "Лучники" (бронза)
- 1977 - "Штурм Зимнего" (бронза, литье)
- 1977 - "Материнство" (вариант), (бронза)
- 1978 - "Сталевар" (железобетон, 55*65*25)
- 1978 - "Портрет молодого мужчины" (железо, бетон, 65*40*35)
- 1978 - "Строитель" (бронза, 45*15*12)
- 1978 - "Портрет скульптора В.Ревина" (бронза, 12*8*10)
- 1979 - Плакетка "Материнство" (бронза, 22*18)
- 1979 - Портрет друга (железобетон, 65*40*35)
- 1980 - "В.Г. Белинский" (бронза)
- 1980 - "М.Ю. Лермонтов" (камень)
- 1980 - "Весна - 1945" (камень)
- 1980 - "Олимпийские игры" (бронза)
- 1980 - "Олимпиада 80" (бронза)
- 1986 - "Памятник фрязинцам, погибшим на полях сражений Великой Отечественной войны 1941—1945 гг."
- 1987 - "А.С. Пушкин" (бронза)
- 1988 - "М.Ю. Лермонтов" (бронза)
- 1988 – Мемориальная доска "Летчик, герой Советского Союза И.И. Иванов" (г.Дубно, Ровенская обл. Украина)
- 1989 - Барельеф "Герой Советского Союза лётчик А.В. Беляков" (совместно с Федюшиным А.)
- 1989 – Стела "Памяти павших" (на территории завода «Исток», г.Фрязино, МО)

## Участие в выставках
- 1970 - Всесоюзная выставка медальерного искусства, повещенная 100-летию со дня рождения В.И. Ленина
- 1970-1971 - Ряд выставок в ГДР, Польше, Чехословакии, Венгрии, Франции
- 1972 - II Всесоюзная выставка "Скульптура малых форм"
- 1972 - Выставка произведений молодых художников Подмосковья
- 1973 - Областная выставка "Художники Подмосковья"
- 1973 - I Всесоюзная выставка медальерного искусства
- 1974 - Выставка "Художники Центральных Областей России" в Химико-технологическом институте и в выставочном зале "Дома художника" г Иваново.
- 1975 - II Всесоюзная выставка медальерного искусства
- 1976 - Всесоюзная художественная выставка "Слава Труду"
- 1980 - 6-я Республиканская художественная выставка "Советская Россия"
- 1980 - Зональная художественная выставка "Подмосковье"
- 1983 - Всесоюзная выставка скульптуры
- 1986 - Всесоюзная выставка в центральном доме художника СХ СССР
- 1987 - Всесоюзная выставка "70 лет Советской Власти"
- 1989 - Областная выставка "А.С. Пушкин и его время"

## Каталоги, газеты, примечания
- "Выступления Фролова-скульптора", газета "За Коммунизм" (г. Щелково), 7.06.1972г.
- "Выступление Фролова-скульптора" // "За Коммунизм".  Щелково, 1972 (7 июня).
- "Выставка, этюды Фролова Ивана" // "За Коммунизм".  Щелково, 1978 (21 февраля).
- "Аллея героев Дудкина" // "За Коммунизм".  Щелково, 1986 (9 сентября).
- "Мемориал "Мы помним" // "За Коммунизм".  Щелково, 1986 (14 ноября).
- "Боевая Слава Подмосковья", 1986г.
- "Второе открытие памятника Дудкина, (реставрация)" // "Ключ". Фрязино, 1996 (27 января).
- "За передовую науку". Промышленный дизайн. ГНПП "Исток". Фрязино,  2002 (9 августа).
- "Событие недели" // "Ключ". Фрязино, 2003 (1 мая).
- " Фрязинские памятники» // "Ключ". Фрязино, 2005 (23 февраля).
- "Фрязинец". Фрязино, 2005 (15 июня).
- "Фрязинец". Фрязино, 2007 (20 июня).
- "Ключ". Фрязино, 2009 (2 июля).
- "Мемориальная доска Фролова" // "Фрязинец". Фрязино, 2010 (6 мая).
- Г.В. Ровенский "Мемориал Павшим Фрязино", 2010.
- "Жизнь и творчество Фролова Ивана" // "Фрязинец". Фрязино, 2013 (3 июля).
- Г.В. Ровенский "История Фрязино", 2013.
- "От производственных побед - к  мировым  достижениям", НПП "Исток" 70 лет. Фрязино, 2013.